# ISO 3166-2:CK
ISO 3166-2:СK — стандарт Международной организации по стандартизации, который определяет геокоды. Является подмножеством стандарта ISO 3166-2, относящимся к Острову Кука.
Стандарт охватывает Острова Кука. Острова Кука является свободно ассоциированным с Новой Зеландией государством. Геокод состоит из: кода Alpha2 по стандарту ISO 3166-1 для Островов Кука — CK. Геокод являются подмножеством кода домена верхнего уровня — CK, присвоенного Островам Кука в соответствии со стандартами ISO 3166-1.

## Геокоды Островов Кука
| Название     | Alpha2 | Alpha3 | цифровой | Геокод по ISO 3166-2 | Статус                              |
| ------------ | ------ | ------ | -------- | -------------------- | ----------------------------------- |
| Острова Кука | CK     | COK    | 184      | не определён         | свободно ассоцированное государство |